# Kade Diawara
Hadja Kadé Diawara (Sangbarala, ca. 1940 - Conakry, 24 april 2020) was een Guineese zangeres, die in haar thuisland bekend stond als de "aartsengel van de mandingomuziek". Ze ontving de Médaille d'honneur du travail (1967), de Médaille du Mérite Culturel (2010) en werd officier in de Ordre National du Mérite (2011).
Diawara begon op jonge leeftijd samen met haar broer op te treden. Naar eigen zeggen werd zij op 12-jarige leeftijd opgenomen in het Ensemble Instrumental National de Guinée als koorzangeres-soliste. Ze trad met het ensemble op over de hele wereld. In 2000 ging ze solo verder.
Enkele van de nummers van Diawara bevinden zich in The Syliphone Archive, een collectie van Guineese liederen die tussen 1960 en 1990 opgenomen werden. De collectie werd in 2019 door de British Library online beschikbaar gesteld.